# Stazione di Novellara
La stazione di Novellara è una stazione ferroviaria della ferrovia Reggio Emilia-Guastalla. Serve il centro abitato di Novellara. 
Il tracciato ferroviario proviene dal capoluogo da sud, e subito dopo la stazione esso compie un'ampia curva per dirigersi a nord-ovest verso Guastalla, dove si raccorda alla ferrovia Parma-Suzzara.

## Storia
Il 5 maggio 1887 la linea Reggio-Guastalla venne completata attivando il tronco da Novellara a Guastalla.
Nel 1922 si concesse alle Provincie di Reggio e Modena la costruzione della linea ferroviaria Mirandola-Rolo-Novellara; ma il Governo aveva difficoltà nel concedere anche la linea Reggio-Boretto, e così nel settembre 1923 la Provincia di Reggio rinunciò formalmente al tratto Rolo-Novellara, che prevedeva la costruzione di stazioni a Campagnola Emilia e Fabbrico fino a raccordarsi alla linea Verona-Mantova-Modena alla Stazione di Rolo, per poi proseguire verso Mirandola. 
La tratta Novellara-Rolo viene esclusa il 7 maggio 1925 per Decreto Reale dopo che nel settembre 1923 la provincia di Reggio ha rinunciato formalmente.
Il progetto venne quindi ridotto al solo tratto della Ferrovia Rolo-Mirandola, che fu completato ma mai messo in funzione.
Il 7 settembre 2024 è stato attivato l'Apparato centrale computerizzato (ACC) di stazione, con la dismissione dei preesistenti segnali a fuoco di calore.

## Strutture e impianti
La fermata è dotata di due binari, serviti da marciapiedi bassi (25 cm). Non sono presenti sottopassi.
Il sistema di informazioni ai viaggiatori è esclusivamente sonoro, senza tabelloni video di stazione.

## Movimento
La stazione è servita da treni regionali svolti da Trenitalia Tper nell'ambito del contratto di servizio stipulato con la regione Emilia-Romagna.
A novembre 2019, la stazione risultava frequentata da un traffico giornaliero medio di circa 811 persone (378 saliti + 433 discesi).